# Harry Hertzsch
Harry Hertzsch (gebürtig Harry Fritz Alfred Hertzsch; * 18. Juni 1904 in Dresden; † 11. September 1968) war ein deutscher Schauspieler.

## Leben
Hertzsch erfuhr in Dresden Schauspielunterricht bei dem Regisseur Georg Kiesau. Am Staatstheater Dresden hatte er als Schauspieler dann seine ersten Engagements. Weitere Theaterstationen von 1934 bis 1941 waren Chemnitz, Berlin (Barnowsky-Bühnen), Breslau (Lobe-Theater) und die Städtischen Bühnen in Nürnberg.
Nach dem Zweiten Weltkrieg spielte er in München an den Kammerspielen, im Theater Kleine Freiheit und am Bayerischen Staatsschauspiel.
Harry Hertzsch hatte bereits vor dem Krieg mehrere Filmrollen. Ab 1950 verkörperte er Charaktere in Nebenrollen im Film und Fernsehen (Adrian der Tulpendieb). In dem Drama Lampenfieber des Regisseurs Kurt Hoffmann aus dem Jahr 1960 spielte er sich selbst. Daneben arbeitete er als Sprecher in zahlreichen Hörspielen im Rundfunk.

## Filmografie
- 1930: Boykott (Primanerehre)
- 1931: Der Liebesexpreß
- 1934: Stoßtrupp 1917
- 1935: Er weiß was er will
- 1936: Es waren zwei Junggesellen
- 1950: Der Theodor im Fußballtor
- 1952: Ich heiße Niki
- 1953: Die Junggesellenfalle
- 1953: Skandal im Mädchenpensionat
- 1953: Musik bei Nacht
- 1960: Lampenfieber
- 1961: Freddy und der Millionär
- 1963: Orden für die Wunderkinder
- 1964: Lydia muss sterben
- 1966: Conan Doyle und der Fall Edalji
- 1968: Die seltsamen Methoden des Franz Josef Wanninger: Der Griff nach der Flasche

## Hörspiele
- 1946: Dr. med. Hiob Prätorius (nach Curt Goetz) – Regie: Helmut Brennicke
- 1950: Die Konferenz der Tiere (nach Erich Kästner) – Regie: Kurt Wilhelm
- 1953: Sir Michaels Abenteuer – Regie: Willy Purucker
- 1953: Der kleine Mann mit dem großen Schein (nach Mark Twain) – Bearbeitung und Regie: Willy Purucker
- 1953: Die drei kleinen Könige – Regie: Willy Purucker
- 1958: Leonce und Lena (nach Georg Büchner) – Regie: Gert Westphal
- 1958: Dickie Dick Dickens (4 Folgen) (von Rolf und Alexandra Becker) – Regie: Walter Netzsch
- 1958: Der Sängerkrieg der Heidehasen (von James Krüss) – Regie: Hanns Cremer
- 1959: Neues von Dickie Dick Dickens (1 Folge) (von Rolf und Alexandra Becker) – Regie: Walter Netzsch
- 1961: Heimliche Brautfahrt – Regie: Heinz-Günter Stamm
- 1962: Der blaue Karfunkel oder Die Weihnachtsgans (nach einer Sherlock-Holmes-Erzählung von Arthur Conan Doyle) – Regie: Heinz-Günter Stamm
- 1965: Inspektor Hornleigh: Der verschwundene Emperor – Regie und Sprecher: Walter Netzsch
- 1965: Inspektor Hornleigh: Zwischenfall am Flughafen – Regie und Sprecher: Walter Netzsch